# Хмелько, Михаил Иванович
Михаи́л Ива́нович Хмелько́ (укр. Михайло Іванович Хмелько; 23 октября 1919, Киев, УНР — 15 января 1996) — украинский советский живописец. Народный художник УССР (1963). Лауреат двух Сталинских премий (1948, 1950).

## Биография
Родился 23 октября 1919 года в Киеве в семье рабочего завода «Арсенал» революционера Ивана Николаевича Хмелько.
В детстве посещал студию Михаила Михайловича Ярового. В 1933 году поступил в Киевский художественный техникум. В 1940 годах учился в Одесском художественном техникуме.
Участник Великой Отечественной войны. Служил сапёром-картографом. Будучи раненым, выбрался из окружения, пробрался в Киев, где скрывался до его освобождения. Впоследствии служил в бригаде фронтовых художников при политуправлении 1-го Украинского фронта.
В 1946 году окончил Киевский государственный художественный институт, где учился на курсе Карпа Демьяновича Трохименко. В 1948—1973 годах заведовал кафедрой живописи в КГХИ, с 1962 года — профессор. В 1951—1957 годах возглавлял Союз художников Украины. В 1970-е годы, в связи со злоупотреблением алкоголем был уволен из института.
Член КПСС с 1954 года.
В 1986 году начал работу над автобиографией, неоконченной и сохранившейся в черновике.
В последние годы, тяжело переживая перестройку и распад СССР, находился в творческом простое.
Умер 15 января 1996 года после продолжительной болезни.

## Творчество
- «Форсирование Днепра» (1946)
- «За великий русский народ!» (1947)
- «Триумф победившей Родины» (1949)
- «Объединение украинских земель в 1939 году» (1949)
- «Навеки с Москвой, навеки с русским народом» (1951)
- «Киевский прорыв. Хрущёв и Ватутин под Киевом» (1956)
- «Т. Г. Шевченко и М. С. Щепкин в Москве» (1956)
- «Шахтёрская свадьба» (1957)
- «Родные просторы» (1958)
- «На верность партии. 1 съезд ВЛКСМ» (1958)
- «Съезд строителей коммунизма» (1960)
- «Родина встречает героя» (1961)
- «В солдаты!» (1964)
- «Солдат свободы» (1965)
- «Над Киевом знамя Победы»
- «Белые журавли»
- «Танец жизни»
- «1941 — оборона Киева. Голосеевский лес»
- диорама «Медицинская помощь в войсках Богдана Хмельницкого» (Национальный музей медицины Украины)

## Награды и премии
- Сталинская премия второй степени (1948) — за картину «За великий русский народ!» (1947)
- Сталинская премия первой степени (1950) — за картину «Триумф победившей Родины» (1949)[1]
- народный художник УССР (1963)
- заслуженный деятель искусств УССР (1951)
- орден Ленина (24.11.1960)
- орден Трудового Красного Знамени (30.06.1951)[2]
- орден Отечественной войны II степени (1985)